# Sèrie 3600 de FGV
La Sèrie 3600 de FGV va ser una sèrie d'unitats de tren operada per Ferrocarrils de la Generalitat Valenciana, originalment encarregades per FEVE per a la seva explotació en serveis de rodalia. Van circular en la línia del trenet de València-Jesús a Castelló i a partir de 1988 en Metrovalència.
Era el material rodant més antic de la xarxa de metro quan es va inaugurar i va prestar servei de viatgers a les línies 1 i 2 fins a l'arribada de les noves unitats de la sèrie 4300 de Vossloh.

## Història
Van ser construïdes per Babcock & Wilcox en Sestao (Biscaia) l'any 1982 i van prestar servei fins a estiu del 2007, a excepció d'una de les 2 que es van reformar que es va retirar en 2008. Eren 10 unitats de tres cotxes, amb un cotxe motor i dos cotxes remolcats, un d'ells amb cabina. Fins a l'arribada de les noves unitats de la sèrie 4300 de Vossloh en 2007 van prestar servei en la línia 1 de MetroValencia a partir de 1988.
La seua potència era de 660 CV i funcionaven amb una tensió de 1,5 kV captada mitjançant pantògraf. Van ser les primeres unitats del trenet que van funcionar amb este voltatge.
Disposaven de seients de pell sintètica distribuïts en format de tertúlia, portaequipatges sobre els seients, amplis vestíbuls que permetien viatjar a molts viatgers dempeus i portes de doble fulla. Per cada unitat hi havia 433 places per a viatgers, 83 d'elles assegudes.
Estes unitats tenien el mateix disseny que les unitats 3500 d'Euskotren i FEVE, construïdes en 1975 per CAF en Beasain, només es diferenciaven pel color de la pintura i pels seus llums, sent rodons en la unitat d'FGV i quadrats en les UT 3500. Una diferència fonamental era que, a diferència de les 3500, les 3600 no tenien vàter.
Les unitats de la sèrie 3600 estaven dissenyades per realitzar serveis de rodalia amb estacions espaiades, raó per la qual els motors i altres equips elèctrics de les unitats van ser forçats en haver de fer les parades freqüents en els serveis de metro en que van recalar a València. Segons algunes fonts, açò explicaria per què els motors d'estes unitats envelliren ràpidament.
Excepte la unitat 3604, la resta van ser desballestades.